# Jūnigatsu no Love song
Jūnigatsu no Love song (jap. 12月のLove song; dos. Grudniowa Miłosna piosenka) – dziesiąty singel japońskiego artysty Gackta, wydany 16 grudnia 2001 roku. Singel osiągnął 5 pozycję w rankingu Oricon i pozostał na listach przebojów przez 9 tygodni.
Od 2001 do 2004 roku singel ten został nagrany w czterech różnych językach: japońskim, angielskim, chińskim i koreańskim i wydany przed Bożym Narodzeniem. W 2005 roku została ponownie nagrana koreańska wersja utworu "December Love Song" feat. M.C the MAX (Isoo), która jest dostępna tylko online.

## Lista utworów
Wszystkie utwory zostały napisane i skomponowane przez Gackt C.
| Nr | Tytuł                                                          | Czas |
| -- | -------------------------------------------------------------- | ---- |
| 1. | "Jūnigatsu no Love Song" (jap. 12月のLove song)                |      |
| 2. | "Jūnigatsu no Love Song" (jap. 12月のLove song) (Instrumental) |      |

### Wydanie angielskie
"Jūnigatsu no Love Song" (jap. 12月のLove song)/"December Love", data wydania: 27 listopada 2002.
| Nr | Tytuł                                                          | Czas |
| -- | -------------------------------------------------------------- | ---- |
| 1. | "Jūnigatsu no Love Song" (jap. 12月のLove song)                |      |
| 2. | "December Love"                                                |      |
| 3. | "Jūnigatsu no Love Song" (jap. 12月のLove song) (Instrumental) |      |

### Wydanie chińskie
"Jūnigatsu no Love Song" (jap. 12月のLove song)/"Shí’èr yuè de qínggē" (chiń. 十二月的情歌), data wydania: 3 grudnia 2003.
| Nr | Tytuł                                                          | Czas |
| -- | -------------------------------------------------------------- | ---- |
| 1. | "Jūnigatsu no Love Song" (jap. 12月のLove song)                |      |
| 2. | "十二月的情歌"                                                 |      |
| 3. | "Jūnigatsu no Love Song" (jap. 12月のLove song) (Instrumental) |      |

### Wydanie koreańskie
"Jūnigatsu no Love Song" (jap. 12月のLove song)/"December Love Song〈한국어〉", data wydania: 8 grudnia 2004.
| Nr | Tytuł                                                          | Czas |
| -- | -------------------------------------------------------------- | ---- |
| 1. | "Jūnigatsu no Love Song" (jap. 12月のLove song)                |      |
| 2. | "December Love Song ∼12월, 어느 사랑노래∼"                     |      |
| 3. | "Jūnigatsu no Love Song" (jap. 12月のLove song) (Instrumental) |      |

### Notowania i sprzedaż
| Wydanie    | Pozycja na Oricon | Całkowita sprzedaż |
| ---------- | ----------------- | ------------------ |
| Japońskie  | 5 (przez 9 tyg.)  | 171 822            |
| Angielskie | 5 (przez 11 tyg.) | 81 954             |
| Chińskie   | 6 (przez 8 tyg.)  | 51 748             |
| Koreańskie | 8 (przez 7 tyg.)  | 36 767             |